# 赫尔迈西亚纳克斯
赫尔迈西亚纳克斯（英語：Hermesianax），约活动于公元前3世纪早期。古希腊克罗丰的诗人之一，他是菲勒塔斯的门生，著有《莱温琼》。 后者为三卷本的情爱挽歌，为取其情人之名而作。

## 扩展阅读
- 本条目包含来自公有领域出版物的文本: Chisholm, Hugh (编).  (第11版). London: Cambridge University Press. 1911.